# بولا نيوسوم
بولا نيوسوم (بالإنجليزية: Paula Newsome) هي ممثلة أمريكية، شاركت بدور رئيسي في مسلسل سي إس آي: فيغاس.

## روابط خارجية
- بولا نيوسم على موقع IMDb (الإنجليزية)
- بولا نيوسم على موقع قاعدة بيانات برودواي على الإنترنت (الإنجليزية)
- بولا نيوسم على موقع قاعدة بيانات الفيلم (الإنجليزية)